# Ariadne (cratère)
Pour les articles homonymes, voir Ariadne (homonymie).
Ariadne est un cratère sur Vénus. Son sommet central est utilisé pour marquer le méridien principal de la planète. 
À l'origine, ce premier méridien passait par une tâche brillante au sud d'Alpha Regio, appelée Eve. Après les missions Venera, le premier méridien fut cependant redéfini comme passant par le pic central du cratère Ariadne,. 